# Angelfire
 (août 2020).
Si vous disposez d'ouvrages ou d'articles de référence ou si vous connaissez des sites web de qualité traitant du thème abordé ici, merci de compléter l'article en donnant les références utiles à sa vérifiabilité et en les liant à la section « Notes et références ».
Angelfire est un service anglophone d'hébergement de pages Internet personnelles créé en 1996. C'est une propriété de Lycos depuis 1998.  